# Jadwiga Pazdan
Jadwiga Stefania Pazdan (ur. 1950 w Katowicach) – polska prawnik, profesor nauk społecznych w dyscyplinie nauki prawne, nauczyciel akademicki Uniwersytetu Kardynała Stefana Wyszyńskiego w Warszawie, specjalistka w zakresie prawa cywilnego, prawa międzynarodowego prywatnego i prawa handlowego.

## Życiorys
W 1974 ukończyła studia prawnicze na Uniwersytecie Śląskim w Katowicach. W 2004 na podstawie dorobku naukowego oraz rozprawy pt. Pełnomocnictwo w prawie prywatnym międzynarodowym uzyskała na Wydziale Prawa i Administracji Uniwersytetu Śląskiego stopień doktora habilitowanego nauk prawnych w zakresie prawa. W 2020 prezydent RP Andrzej Duda nadał jej tytuł profesora nauk społecznych w dyscyplinie nauki prawne.
Była nauczycielem Akademii Ekonomicznej im. Karola Adamieckiego w Katowicach na Wydziale Finansów i Ubezpieczeń w Katedrze Prawa. Została profesorem na Wydziale Prawa i Administracji Uniwersytetu Kardynała Stefana Wyszyńskiego w Warszawie w Katedrze Prawa Cywilnego i Prawa Prywatnego Międzynarodowego i kierownikiem tej katedry.
Była członkiem Komisji Dyscyplinarnej dla Nauczycieli Akademickich przy Radzie Głównej Szkolnictwa Wyższego.